# Jean Francis Auburtin
Jean Francis Auburtin (n. 2 decembrie 1866, Paris, Île-de-France, Franța – d. 22 mai 1930, Dieppe, Haute-Normandie, Franța), a fost un pictor francez.
Arta sa, influențată de cea a lui Pierre Puvis de Chavannes, este asociată cu mișcarea simbolismului.

## Biografie
Jean Francis Auburtin este fiul cel mare al unei familii cu patru copii. Tatăl său, Alexandre Émile Auburtin (1838-1899), arhitect al orașului Paris, era originar din Lorena. Jean Francis Auburtin s-a înscris la École alsacienne din Paris în 1875. A ajuns până la nivelul de retorică, alături de André Gide și Pierre Louÿs.
Format în tinerețe de pictorul Louis-Théodore Devilly (1818-1886), Jean Francis Auburtin a fost admis la École des beaux-arts din Paris, pe care a părăsit-o fără a se prezenta la concursul pentru Prix de Rome. S-a căsătorit cu Marthe Deloye, fiica unui general de artilerie și sora unuia dintre colegii săi de la École alsacienne. Cuplul a plecat în 1893 într-o lungă călătorie de nuntă prin Italia, revenind la sursele artei Quattrocento.
În 1897, Auburtin a studiat fauna și flora subacvatică la acvariile din Roscoff și Banyuls, de unde a adus numeroase schițe care i-au permis să realizeze, în 1898, Le Fond de la mer, un decor de mari dimensiuni destinat amfiteatrului de zoologie al Sorbonei din Paris.
Auburtin a petrecut perioade în Insulele de Aur și mult timp pe insula Porquerolles, iar apoi în Bretania — la Erquy, Bréhat, Ploumanac'h și Belle-Île — unde a realizat lucrări păstrate în muzeul din Pont-Aven. Ulterior, a descoperit Corsica, vârfurile Pirineilor, numeroasele lacuri din Landes și Talloires, pe malurile lacului Annecy, unde a fost găzduit de prietenii săi, pictorul Albert Besnard (1849-1934) și soția acestuia, sculptorița Charlotte Besnard (1854-1931).
La solicitarea arhitectului Marius Toudoire, în 1901, Jean Francis Auburtin a participat la decorarea restaurantului Train bleu din Gare de Lyon din Paris, realizând lucrarea Ville de Nice pentru a împodobi vestibulul.
Auburtin a descoperit Varengeville-sur-Mer în 1904. În 1907, a cumpărat un teren acolo și i-a cerut fratelui său, arhitectul Jacques Marcel Auburtin (1872-1926), să-i construiască o casă. S-a împrietenit cu Guillaume Mallet, creatorul domeniului bois des Moutiers din satul Varengeville, deja portretizat de Claude Monet, pe care Auburtin l-a întâlnit între 1896 și 1897.
În atelierul său de pe cheiul Carnot din Saint-Cloud, Auburtin l-a primit pe prietenul său Auguste Rodin, cu care împărțea câțiva modele. În acest atelier, prietena sa, dansatoarea americană Loïe Fuller, a susținut în 1914 un spectacol împreună cu trupa sa. De asemenea, între 1909 și 1920, Auburtin a realizat guașe inspirate de școala de dans a Isadora Duncan.
Auburtin este înmormântat în cimitirul marin din Varengeville-sur-Mer.

## Lucrări în colecțiile publice

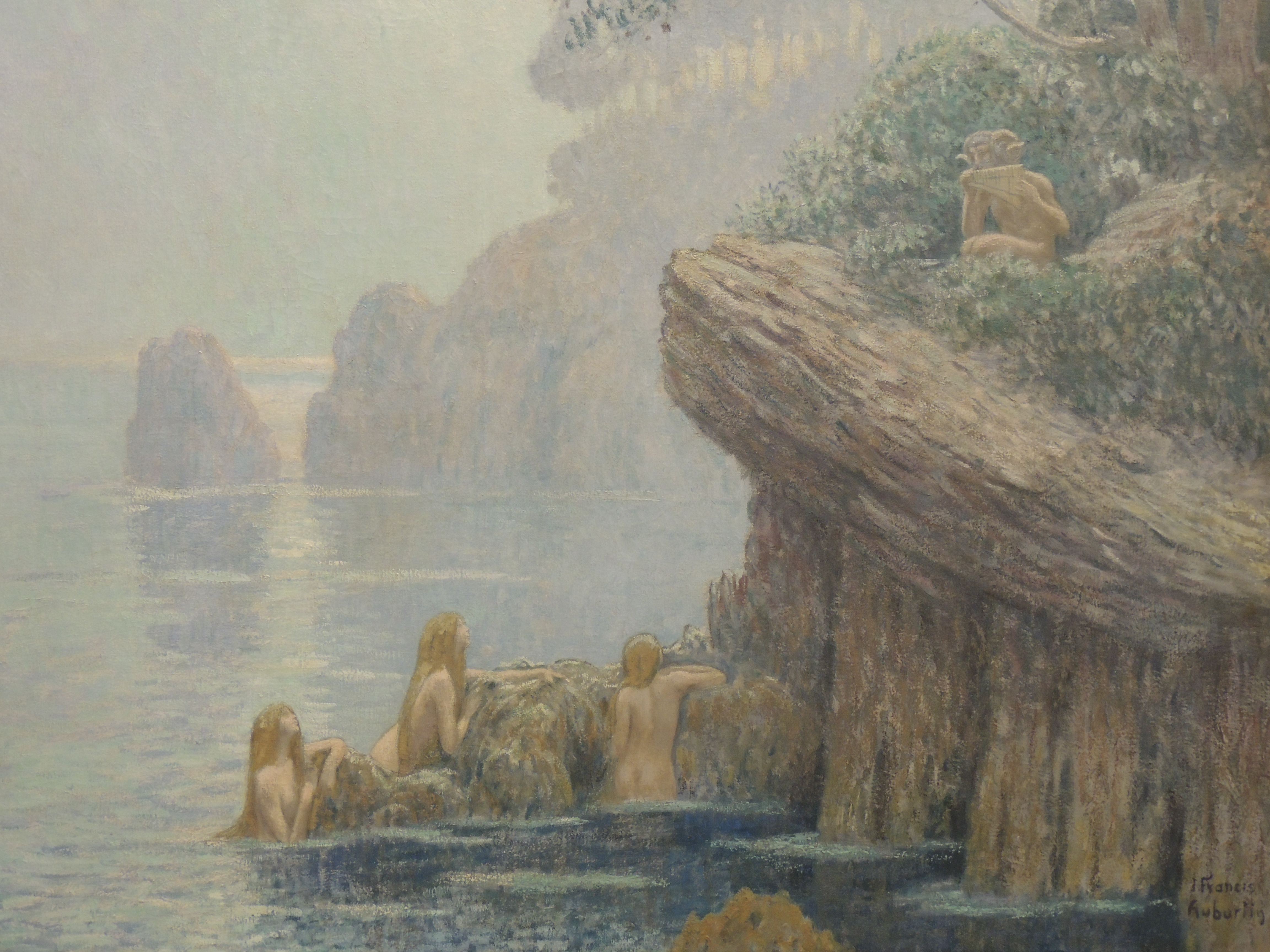
La Forêt et la Mer, 1907, Musée des Beaux-Arts din Rouen.

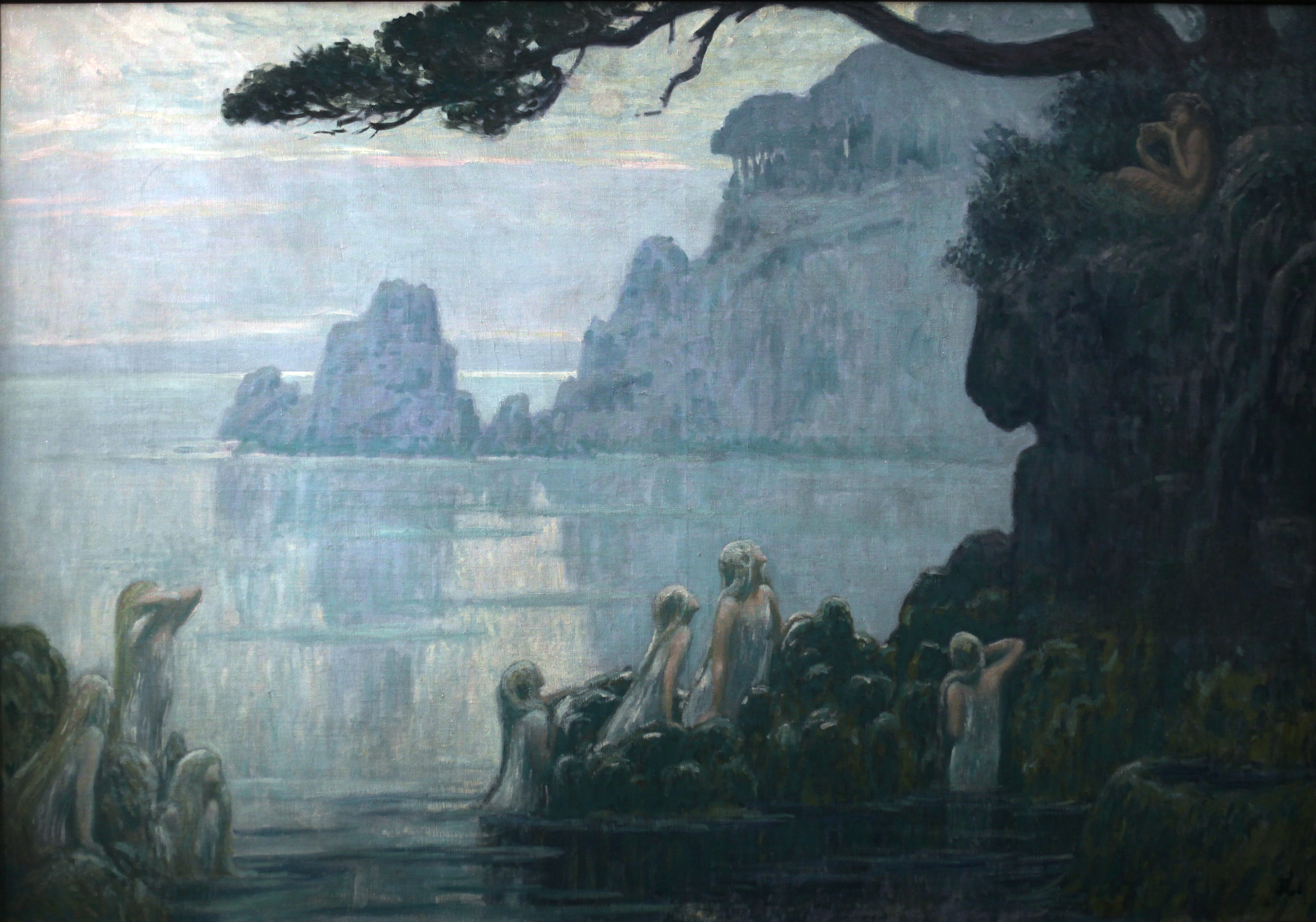
Les Nymphes, la forêt et la mer, între 1886 și 1924, Paris, Musée d'Orsay.

### Franța
- Giverny, Musée des Impressionnismes Giverny: Varengeville. Rayons jaunes aux falaises de Mordal, ulei pe carton.
- Ivry-sur-Seine, Fondul municipal de artă contemporană al orașului Paris: Le Fond de la mer, 1898, ulei pe pânză.
- Le Havre, Musée d'Art moderne André-Malraux:

- La Plage à Pourville, 1904, guașă și cărbune pe hârtie aplicată pe pânză.
- Pins au bord de la mer, 1907, guașă și creion pe hârtie.
- Falaise et mer agitée, guașă și creion pe hârtie.
- Pins et genêts, guașă și creion pe hârtie.
- Falaise de Varengeville, nuage rose, guașă și creion pe hârtie.
- Mer et falaise à Varengeville, guașă și creion pe hârtie.
- Falaises de Pourville, guașă și creion pe hârtie.
- Falaise au nuage rose, guașă și creion pe hârtie.
- Effet de nuages sur les pins en bord de mer, guașă și cărbune pe hârtie.
- Varengeville. Gros effet de nuages, bord de mer, guașă și cărbune pe hârtie.

- L'Isle-Adam, Muzeul de Artă și Istorie Louis-Senlecq: Trois jeunes filles nues sur une plage, 1901, ulei pe pânză.
- Marsilia, Muzeul de Istorie Naturală: La Calanque și La Pêche au gangui, 1900, două fresce.
- Meudon, Muzeul de Artă și Istorie: Erquy, circa 1897, guașă pe hârtie.
- Morlaix, Muzeul de Arte Frumoase[18]:

- Le soir, Goulphar, Belle-Ile-en-Mer, 1915.
- Goulphar, reflets jaunes, circa 1895-1896.

- Paris:

- École nationale supérieure des beaux-arts: Départ d'Ulysse et de Pénélope pour Ithaque, 1892, ulei pe pânză.
- Muzeul Luvru, Departamentul de Arte Grafice:

- Vue d'une immense île rocheuse, 1897, creion negru, pensulă, laviu cu cerneală chinezească pe hârtie bej.
- Étude d'une daurade, 1897, creion negru, pensulă, laviu cu cerneală chinezească pe hârtie.

- Musée d'Orsay:

- Les Nymphes, la forêt et la mer, între 1886 și 1924, ulei pe pânză.
- Orphée, 1906, ulei pe pânză.

- Sorbona, Sala Comisiilor: Un verger au bord de la mer, 1904, patru panouri decorative.
- Petit Palais: Chants sur l'eau, 1912, ulei pe pânză, achiziționată de stat la Salonul din 1912.

- Pau, Muzeul de Arte Frumoase: Le Soir, îles de Porquerolles, 1904, pastel pe hârtie aplicată pe pânză[23].
- Pont-Aven, Muzeul de Arte Frumoase: Belle-Île, Goulphar, 1896, ulei pe pânză.
- Rouen, Muzeul de Arte Frumoase: trei pânze și șase lucrări pe hârtie, inclusiv Paysage symboliste și La Grotte bleue.

### Rusia
- Sankt Petersburg, Muzeul Ermitaj: Paysage avec étang, guașă.

## Salonul Societății Naționale de Arte Frumoase
- 1906 : Orphée.
- 1907 : La Forêt et la mer.
- 1908 : L'Aube des cygnes.
- 1910 : Le Jardin de la mer.
- 1911 : L'Écho[24].
- 1912 : Chants sur l'eau.
- 1913 : Le Cygne, Nocturne.
- 1914 : Comme arrive le Printemps

## Expoziții
- 1897: Paris, galeriile de la Bodinière.
- 16-29 februarie 1912: Peintures à l'eau de Auburtin, Paris, galerie Devambez.
- 1990: Expoziție itinerantă la Paris, primăriile arondismentelor 3, 9 și 14, Le symbolisme de la mer, Jean Francis Auburtin.
- 1990: Francis Auburtin, le symbolisme de la mer, Muzeul de Arte Frumoase din Morlaix.
- 20 martie - 21 iunie 2004: Jean Francis Auburtin, Muzeul de Arte Frumoase din Pont-Aven.
- 21 septembrie - 28 noiembrie 2004: Dieux et mortels, École nationale supérieure des beaux-arts din Paris; în Statele Unite în toamna și iarna anului 2005, New York, Muzeul de Artă Dahesh și Muzeul de Artă al Universității Princeton.
- 14 octombrie 2006 - 28 ianuarie 2007: Jean Francis Auburtin, Le Havre, Muzeul de Artă Modernă André-Malraux.
- 27 octombrie 2006 - 31 ianuarie 2007: Les peintres du rêve en Bretagne, Muzeul de Arte Frumoase din Brest.
- 2008: Espace J.F. Auburtin, Vannes, Muzeul Cohue.
- 2010: Écume et Rivages, la Méditerranée de J.F. Auburtin, Martigues.
- 2010: Auburtin, face à la mer, Hyères, Muzeul Municipal.
- 2012: Le japonisme de J.F. Auburtin, Muzeul de Arte Frumoase din Morlaix.
- 2012: Le temps suspendu, Saint-Briac-sur-Mer, capelă și convent.
- 2013: Reflets de lacs, Aix-les-Bains, Muzeul Faure.
- 2013: Le Grand Atelier du Midi de Van Gogh à Bonnard, Marsilia, Palais Longchamp.
- 2019: Monet-Auburtin. Une rencontre artistique, 22 martie - 14 iulie 2019, Giverny, Muzeul Impresionismelor din Giverny.
- 2022: Jean Francis Auburtin, un âge d’or, Pontoise, Muzeul Camille-Pissarro.

## Distincții

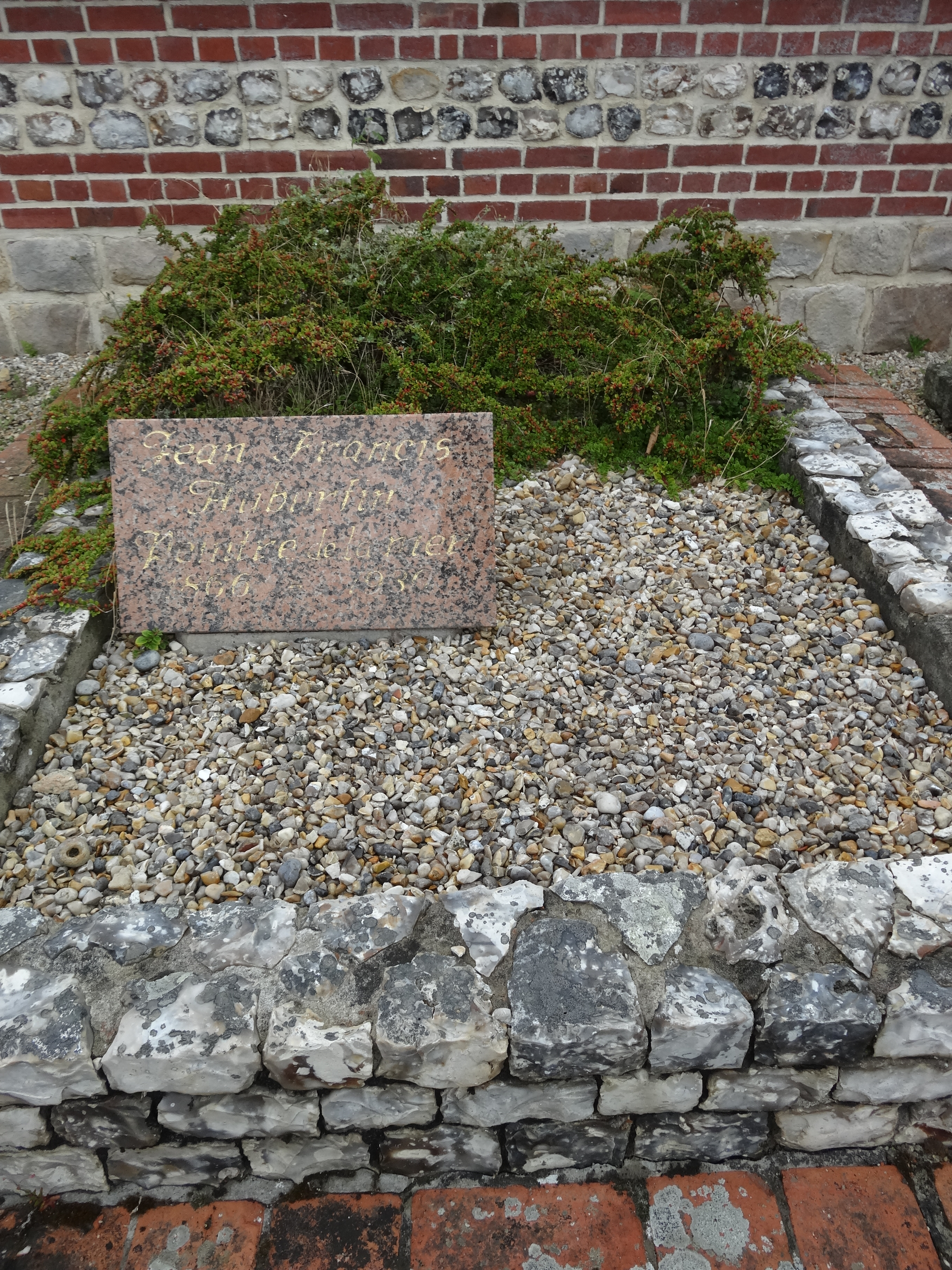
Mormântul lui Jean Francis Auburtin în cimitirul marin din Varengeville-sur-Mer.

- A fost numit Ofițer al Legiunii de Onoare la 31 octombrie 1912.

## Premii
- Premiul Fortin d'Ivry în 1892, la École nationale supérieure des beaux-arts, pentru lucrarea Départ d'Ulysse et de Pénélope pour Ithaque.

## Posteritate
Un ansamblu de 127 lucrări din fondul atelierului său a fost vândut la Hôtel Drouot din Paris pe 10 iunie 1985.
Din 2005 există Asociația prietenilor și descendenților lui Jean Francis Auburtin (Association Auburtin), al cărei sediu social se află la primăria din Nantiat (Haute-Vienne). Scopul acesteia este de a realiza un catalog raționalizat al artistului, precum și de a face cunoscută și de a promova opera sa.